# Бархнови
Бархнови (пол. Barchnowy, нім. Barchnau) — село в Польщі, у гміні Староґард-Гданський Староґардського повіту Поморського воєводства.
Населення — 170 осіб (2011).
У 1975-1998 роках село належало до Гданського воєводства.

## Демографія
Демографічна структура станом на 31 березня 2011 року:
|          | Загалом | Допрацездатний вік | Працездатний вік | Постпрацездатний вік |
| -------- | ------- | ------------------ | ---------------- | -------------------- |
| Чоловіки | 86      | 16                 | 64               | 6                    |
| Жінки    | 84      | 21                 | 51               | 12                   |
| Разом    | 170     | 37                 | 115              | 18                   |